# Ostoja Nowodworska
Ostoja Nowodworska este o arie protejată (sit de importanță comunitară — SCI) din Polonia întinsă pe o suprafață de 51,06 ha, integral pe uscat.

## Localizare
Centrul sitului Ostoja Nowodworska este situat la coordonatele 52°25′10″N 20°45′08″E / 52.4194°N 20.7522°E.

## Înființare
Situl Ostoja Nowodworska a fost declarat sit de importanță comunitară în octombrie 2009 pentru a proteja 2 specii de animale.

## Biodiversitate
Situată în ecoregiunea continentală, aria protejată conține 1 habitat natural: Păduri de stejar și carpen Galio-Carpinetum.
La baza desemnării sitului se află mai multe specii protejate de  nevertebrate (2): Cucujus cinnaberinus, Osmoderma eremita.
Pe lângă speciile protejate, pe teritoriul sitului au mai fost identificate 5 specii de nevertebrate.